# 71 Niobe
71 Niobe este un asteroid din centura principală, descoperit pe 13 august 1861, de Robert Luther.